# Magdalenazusters
De magdalenazusters, boetzusters of penitenten van Maria Magdalena (in het Latijn officieel Ordo Sanctae Mariae Magdalenae, OSMM, ook Sorores poenitentes beatae Mariae Magdalenae, Ordo Magdalenitarum en Albae Dominae de Ordine Penitentium) zijn een vrouwelijke kloosterorde van pauselijk recht. Naar de kleur van hun habijt werden ze ook witte juffrouwen, witte vrouwen of witvrouwen genoemd. De patroonheilige Maria Magdalena is gekozen omdat het een gemeenschap van 'bekeerde zondaressen' was. Het waren quasi-monialen die wel bepaalde ordegebruiken volgden, maar niet direct onder kerkelijke voogdij stonden en evenmin de strikte claustrum- en stiltevoorschriften in acht namen. Ze waren verwant aan andere niet-reguliere contemplatieve vrouwen zoals de begijnen, die een gelijkaardig verspreidingsgebied hadden (Duitsland, Lotharingen, Brabant, Elzas, Bohemen). De zusters kenden een korte maar hevige bloei in de 13e eeuw.

## Geschiedenis
De orde werd opgericht door Rudolf van Worms, kanunnik van de Sankt Mauritiuskerk in Hildesheim. Kardinaal-legaat Conrad van Urach, die naar Duitsland was gestuurd door paus Honorius III in de nasleep van de concilie te Mainz (1225), belastte Rudolf met de opdracht te preken tot zondaars om hun leven te beteren. In 1226 ontmoette Rudolf op zijn tocht een grote groep prostituees van Worms, die zich bereid verklaarden alles te doen wat hij wenste, als ze maar in hun bestaan konden voorzien. Voor sommigen vond de pastoor een echtgenoot en anderen, die het religieuze leven wilden omhelzen, verzamelde hij in een gemeenschap.

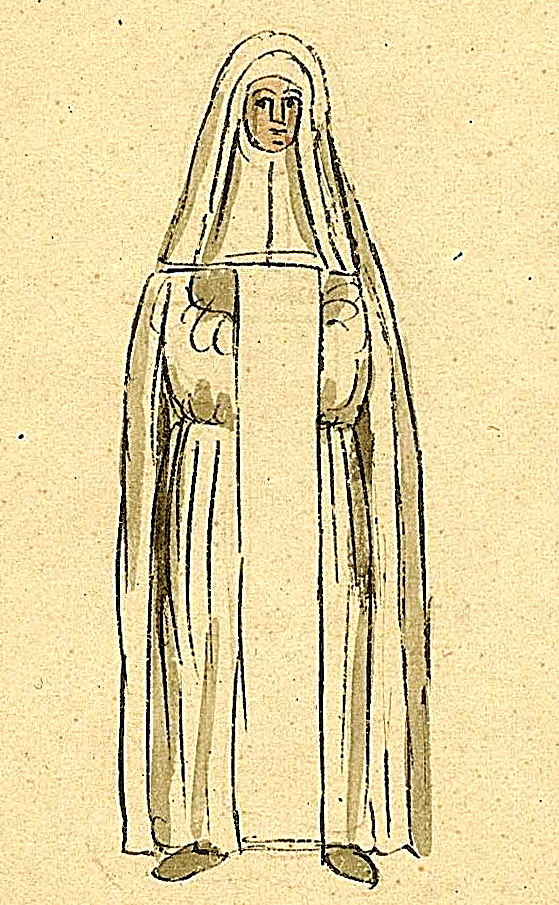
Magdalenerin met wit tuniek, habijt, scapulier en sluier (tekening Ph. van Gulpen, ca. 1840

In 1227 trok Rudolf naar Anagni en bekwam van paus Gregorius IX de bul Religiosam vitam eligentibus (10 juni 1227), die de stichting van de boetkloosters goedkeurde. Hij gaf de nieuwe dubbelorde de regel van Benedictus en cisterciënzer statuten. Dit monastieke leven bleek al snel te streng. De regel werd vervangen door die van Augustinus en de statuten door die van de dominicanessen van het San Sistoklooster in Rome (23 oktober 1232). Aanvullingen en interpretaties waren neergeschreven in de Constitutiones sororum sancte Marie Magdalene. De mannelijke tak van de orde werd verondersteld geestelijke leiding te geven aan de nonnen en de wereldlijke goederen van de kloosters te beheren. Elke gemeenschap bestond uit een prior, drie pastoors en drie lekenbroeders.
Dankzij de pauselijke bescherming kwamen er in weinige jaren magdalenakloosters in Trier (1227), Straatsburg, Würzburg, Frankfurt am main, Mühlhausen, Keulen, Regensburg, Magdeburg, Speyer, Goslar, Mainz, Basel, Luxemburg, Nijmegen, Brussel, Leuven, Wenen, Praag, Mechelen, Tienen (1251), Maastricht (vóór 1252), Utrecht, en elders. Tegen het einde van de eeuw waren er zo'n zeventig vestigingen in vier ordeprovincies. Elke vestiging was zelfstandig en werd geleid door een praepositus generalis.
Maar de nederige afkomst van de religieuzen en de ontoereikendheid van de mannelijke tak wekten te veel wantrouwen om toe te laten dat de orde zich consolideerde. Reeds in de tweede helft van de 13e eeuw begonnen zich symptomen van weerstand af te tekenen, ondanks de bescherming van Hugo van Saint-Cher (ca. 1250). Onder beroep op administratieve tekortkomingen moesten een aantal kloosters de orde verlaten voor de clarissen, dominicanessen of victorijnen. Dat laatste gold bijvoorbeeld voor de magdalenazusters van het Brusselse Catharinaklooster, nauwelijks enkele jaren nadat ze in de stad waren neergestreken. In 1287 schafte paus Honorius IV de orde af en incorporeerde kardinaal Giovanni Boccamazza hun huizen bij de predikheren (1289). Dit ontmoette tegenstand bij de zusters, die het geluk hadden dat twee jaar later de minderbroeder Nicolaas IV de pauselijke tiara opzette. Dadelijk bracht deze vijand van de predikheren de magdalenazusters terug onder de statuten van Sint-Sixtus. 
In de 14e eeuw leefden de magdalenazusters voort in een andere optiek: de zusters werden niet meer geworven onder de bekeerde prostituees of onder 'gevallen' of 'gevaarlijke' vrouwen die in het klooster werden afgeleverd om correctionele redenen met het oog op re-integratie in de samenleving. De nonnen begonnen zich te wijden aan meisjesonderwijs en ziekenzorg. Het is in deze periode dat de witzusters zich in Antwerpen vestigden.
Tijdens de reformatie werden vele nog bestaande kloosters geseculariseerd of verdwenen ze in de politieke werveling van die tijd. De afschaffingen van Jozef II gaven de genadeslag aan de orde, die teruggebracht werd tot één vestiging in Lubań, Silezië. Het klooster van Lubań werd verwoest tijdens de Tweede Wereldoorlog. In 1952 hernamen de magdalenazusters het religieuze gemeenschapsleven, eerst in Seyboldsdorf en dan terug in Lubań, waar ze hun monastieke karakter definitief opgaven voor een gecentraliseerde congregatie (Congregatio Sororum Sanctae Mariae Magdalenae de Paenitentia, CSMM).

## Andere magdalenahuizen
Er bestonden in het laatmiddeleeuwse Europa vele penitentenhuizen die zich beriepen op Maria Magdalena, onder meer in Italië, Spanje en Frankrijk. Maar de magdalenazusters waren de enigen die het tot orde schopten. Later volgden ook de Augustines de l'Ordre de la Pénitence de la Madeleine, gesticht in het 15e-eeuwse Parijs. In dezelfde stad ontstonden begin 17e eeuw de Madelonnetten.
De Angelsaksische wereld kende vanaf de 18e eeuw Magdalene Asylums: Engeland (1758), Ierland (1765), Verenigde Staten (1800), Canada (Sœurs de la Miséricorde de Montréal, 1848). Dit waren meestal tuchthuizen waar 'gevallen vrouwen' verplicht in een wasserij werkten. De mistoestanden die daarmee gepaard gingen, zijn verfilmd in The Magdalene Sisters (2002).

## Voetnoten
1. ↑  Angel Martinez Cuesta, DIP, vol. V ,1978, kol. 807
2. ↑  Angel Martínez Cuesta, DIP, vol. V, 1978, kol. 808
3. ↑  Kurt Köster, "Mainz in der Geschichte des Reuerinnen-Ordens", in: Jahrbuch für das Bistum Mainz, 1948, p. 243-272
4. ↑  Philippe Crefcoeur, Le couvent des Dames Blanches de Bruxelles au XIIIe-XIVe. Contribution à l'étude des pénitentes de Saint-Marie-Madeleine, des chanoinesses régulières de Saint-Victor de Paris, et de l'appellation 'Dames Blanches', 2 dln., onuitgegeven licentiaatsverhandeling, ULB, 1987
5. ↑  Zie Wittevrouwenklooster (Leuven)
6. ↑  H.Th. Roosenboom, Inventaris van het archief van het klooster der Witte Vrouwen te Maastricht, 1972
7. ↑  J.W.C. van Campen, 'Stichting en status van het Wittevrouwenklooster te Utrecht', in: Archief voor de Geschiedenis van de Katholieke Kerk in Nederland, vol. 17, 1975, p. 121-129
8. ↑  Angel Martinez Cuesta, DIP, vol. V, 1978, kol. 811
9. ↑  Jan De Volder, Het huis van Sant'Egidio, Kammenstraat 51. Zeven eeuwen een hart voor de armen in Antwerpen, 2015, ISBN 9789401426657
10. ↑  Paul Skobel en Edmund Piekorz, Das Jungfräuliche Klosterstift zur Heiligen Maria Magdalena von der Buße zu Lauban in Schlesien von 1320–1821, 1970
11. ↑  Annuario Pontificio per l'anno 2007, p. 1712